# Државни пут 475
Државни пут IIБ реда 475 је јавни пут на територији града Београда који повезује Нови Београд, од Војвођанске улице, са аутопутевима А1 и А2 на петљи Сурчин југ.

## Траса пута
| \| \| \| \| Везе \| \| - \| -------------------------------- \| \| ---- \| \| 0 \| Нови Београд (Војвођанска улица) \| \| \| \| 9 \| петља Сурчин југ \| \| \| |                                  |  |      |
| |                                  |  | Везе |
| 0 | Нови Београд (Војвођанска улица) |  |      |
| 9 | петља Сурчин југ                 |  |      |